# Gustavo Lins
Gustavo Lins (* 3. Juni 1986 in Rio de Janeiro), eigentlich Gustavo Barreira Lins, ist ein brasilianischer Pagode-Musiker.

## Werdegang
Gustavo Lins wurde im Stadtviertel Tijuca als Sohn von Mário Barreira Lins und Celina Barreira Lins geboren. Bereits im Alter von neun Jahren lernte Gustavo Lins autodidaktisch Gitarre spielen und mit zwölf Jahren gründete er mit Freunden die Pagode-Band „Demais da Conta“. Die Gruppe löste sich bald auf und Gustavo Lins wurde Solokünstler. Mit 14 Jahren schrieb und komponierte er das Lied „Pra ser Feliz“, welches im Jahr 2003 zu den am meisten gespieltesten Musikstücken in Brasilien wurde. Mit Hilfe seines Onkels konnte er im Alter von 16 Jahren bei Warner Music seine erste CD aufnehmen. Danach folgten Liveauftritte und Gustavo Lins wurde zu einem der wichtigsten Komponisten der neuen Generation von Pagode-Musikern. Er schrieb unter anderen Stücke für Alcione, Belo, Os Travessos e Kelly Key, Exaltasamba, Os Molekes, Sorriso Maroto, Suel, Boka Loka, Stylo Sensual, Pique Novo, Rodriguinho und Perlla. Gustavo Lins Stilrichtung ist der romantische Pagode bis zum Samba Funk.

## Diskografie

### Alben
- Prá ser feliz (2003)
- Gustavo Lins (2004)
- Ao Vivo (2005)
- Impossível te Esquecer (2006)
- Gustavo Lins - Vida Real (2008)
- Tatuagem (2010)
- Cara (2010)

### Videoalben
- Ao Vivo (2005, BR: Gold)[2]